# 妖狐×僕SS
《妖狐×僕SS》是藤原可可亞的日本漫畫作品。於史克威爾艾尼克斯的漫畫雜誌《月刊GANGAN JOKER》2009年5月號（創刊號）起連載至2014年3月號。截至2011年7月，單行本發行量累計100萬冊《月刊GANGAN JOKER》2011年8月號公佈電視動畫化的消息2012年1月開始播放。

## 故事簡介

### 第一章（初章）
白鬼院家的大小姐白鬼院凜凜蝶因為總是不由自主地虛張聲勢，而使事情變得越來越糟糕。為了改變這種性格，十分懊惱的凜凜蝶決定離開本家，一個人獨立生活，之後凜凜蝶搬進了被稱作「妖館」的豪華公寓，遇到了身為其保鏢的御狐神雙熾，故事因此而展開。

### 第二章（if）
妖館的眾人不幸地捲入犬神命的百鬼夜行事件中而身故。在23年後，身為返祖妖怪的他們再一次轉生、並再次相遇。

### 「interlude」
插曲。聚焦各登場人物的特色短篇集。全5話。
舞台為第1章。

### 第三章（在春天覺醒）
第二章的最後，眾人通過千年櫻將時間膠囊送回過去。第三章（最終章）的時間點回到在第一章挖埋時間膠囊的洞之時，眾人挖出由未來（第二章）送來的時間膠囊，因而迴避第一章在百鬼夜行中死亡的時間線。在收到另一個自己寫的信後，眾人也開始有所行動。

## 登場角色

### 妖館住戶
白鬼院凜凜蝶（聲：日高里菜（日本），Hilary Haag（美国））
擁有鬼的血統。
4號室的入住者，生日2月21日（官方，藤原可可亚的微访谈有提及），故事開始時為15歲。身高145公分，血型為A型，有哮喘。養了一隻叫村井的鳥（可能是九官鳥）。同時在日語版中，她的第一人稱為。
因家境和美貌的原因常常被變態喜歡上，早已習慣跟蹤狂以及誘拐犯。
有一個妹妹，但其妹並未繼承「鬼」的血統。與其妹相比，凜凜蝶並未得到親生父母的愛。
家裡產業為服裝相關產業，從布匹綢緞起家，發展至今已經是從休閒服裝到嬰兒服裝都有涉獵的龐大集團。
因為顯赫家世而遭到同儕霸凌與大人諂媚導致心靈從小就受到傷害，有著不由自主地虛張聲勢的壞習慣，給自己披上令人厭惡的外衣，但實際上是個很負責任、重情義、溫柔、容易害羞的女孩，所以常常在使壞後又矛盾的自我厭惡。
因而有了傲沉這個字眼。
心口不一，雖然口出較為刻薄的話，但表現出來卻是關懷人的行為。
父親對其十分刻薄，但其實對此十分懊悔，所以使壞後又矛盾的自我厭惡性格是遺傳自父親。
對於雙熾並不是因為「白鬼院」這個顯赫家世，而是只因「凜凜蝶」這個人而支持著她的這份心意，感到高興與感激而覺得必須對雙熾有所回報。
喜歡雙熾，之後和雙熾成為戀人（在未知雙熾過去的情況下）。
上學時經常披著一件實驗用白袍（作者之後於公式書回答只是因為冷）。性格龜毛所以連料理、泡咖啡都是以化學試管來做。
出現返祖現象時，頭上會長出角，脖子圍著底部有著花紋的圍巾，身穿巫女服，腰際繫有鬼的面具，腳踏木屐，並且持薙刀為武器。
在雙熾為保護自己而死後，與野薔薇一樣開始調查百鬼夜行一事，但在深入調查時因為不明原因丟了性命。
23年後（第二章）為轉生為15歲的高一生，模樣與前世並未有太大差別，只有鬢角頭髮稍短了些。
一開始無前世記憶，在快要想起失去前世雙熾的悲慟記憶時受到轉世雙熾的暗示而逃避現實，直到在袖引貉的幻境下終於面對現實並恢復完整前世記憶，結束與轉世雙熾之間扭曲的依存關係。
雖然愛的是前世的雙熾，但後來想通對自己而言轉世的雙熾仍是重要的特別之人，並感謝轉世雙熾的出生，認為若能有再多時間也許就會愛上轉世的雙熾。
後來通過千年櫻將信（因保護雙熾受了重傷而由雙熾代筆）以時空膠囊的方式告知過去的自己，未來將會面臨的事，以及拜託其（無論生命和心靈意義上）拯救過去的雙熾。
第三章因犬神已回到過去並召集百鬼夜行，各地的妖館一一被攻擊，被強行帶回本家。後回到妖館與大家相聚並去拯救了雙熾，以對等的地位與雙熾成為戀人。
結局時從夏目看見的未來推測與雙熾結婚並生下某個意義上是第二章的雙熾轉世的孩子。
御狐神雙熾（聲：中村悠一／澤城美雪（第13話・小孩雙熾&雙子）（日本），Chris Patton（美国））
有九尾狐的血統。
4號室的專屬SS。生日12月19日。故事開始時為22歲。血型為AB型。身高為186公分。日語版中第一人稱為。有潔癖。
銀髮異瞳，右眼為藍綠色；左眼則是琥珀色。私下時都會帶著眼鏡。家裡產業為製藥公司，進行醫療器械的研究、開發和製造。
因從小被御狐神家囚禁，為獲得自由而不擇手段利用出賣身體的方式欺騙大量女性，才得以藉青鬼院菖蒲之手逃離御狐神家並成為蜻蛉的僕人，但也因從小扼殺自我的關係，養成了表面溫柔實則冷漠的性格，不知如何以非服侍人的態度與他人和睦對等的相處。
原本對獲得自由以外的一切事物漠不關心，直到代替蜻蛉與小時候的白鬼院凜凜蝶書信往來後而受其影響與感動，才開始體會到世界的美好。
自從與凜凜蝶書信往來而被其救贖後便深愛著凜凜蝶。
房間內貼滿了大量的凜凜蝶的照片，據雙熾本人言，與凜凜蝶通信後便開始收集凜凜蝶的相片（實際上是偷拍）。
離開青鬼院家後便來到妖館成為凜凜蝶的SS與僕人。之後和凜凜蝶成為戀人（在凜凜蝶未知其過去的情況下）。
出現返祖現象時，頭上會長出狐狸的耳朵，身穿狩衣，會長出九條尾巴，武器是日本刀。
個性有點狡猾、腹黑。
為了保護凜凜蝶而死。
23年後（第二章）登場時為21歲，模樣與前世並未有太大差別，和前世差別在於頭髮稍長平時有配戴眼鏡。
並沒有前世的記憶，但是對前世的事有所了解。轉世之後依然愛上凜凜蝶，因此自願扮演前世自己的「替身」把凜凜蝶的前世記憶封藏起來。忌妒憎恨前世的自己，一度打算銷毀留有「他」的影子的所有東西。
由於轉世後的雙熾是被前世的凜凜蝶拜託青鬼院菖蒲給直接救出御狐神家，並未與前世一樣出賣過身體，所以認為自己比前世「乾淨」，卻見凜凜蝶對前世的自己依舊眷戀而飽嘗愛而不得的痛苦。直到凜凜蝶感謝他的出生和傾訴其對她的重要後終於認為得到回報，不再扮演前世自己的替身。
後來通過千年櫻將信以時空膠囊的方式告知過去的自己，未來將會面臨的事，並且在為凜凜蝶代筆時偷偷留下「希望能作為凜凜蝶的一部分出生並陪伴在側」的心願。
第三章因犬神已回到過去並召集百鬼夜行，各地的妖館一一被攻擊，除了雙熾以外的其餘人皆被強行帶走或自願回本家。御狐神家因防止其被百鬼夜行所害而將其下藥帶回並監禁，四肢甚至雙眼都被封起來。
後被凜凜蝶所拯救並被接受其過去，以對等的地位與凜凜蝶成為戀人。
結局時從夏目看見的未來推測與凜凜蝶結婚並生下某個意義上是第二章的自己轉世的孩子。
髏髏宮歌留多（聲：花澤香菜（日本），Monica Rial（美国））
有骷髏的血統。和渡貍是青梅竹馬。和渡貍處在朋友以上戀人未滿的境界。
2號室的專屬SS。生日5月15日。故事開始時為15歲。血型為B型。身高為151公分。自由、天然，靠著動物的本能接近喜歡的事物。
渡狸曾形容歌留多是個「腦袋空空，不想任何事情卻都能理解，類似森林泰山那樣的人」。
基本上只要是吃的東西，都會拿來吃。上課時非常隨性自由，在學校裡有著奇怪但很厲害的評價。料理能力很好，不看食譜也能煮得很好吃。
第一次與凜凜蝶見面時，就將金牛角餅乾套在其手上做為友好證明，將凜凜蝶視為朋友。第一眼看見凜凜蝶時就直接認定她是一個很溫柔的人。
出現返祖現象時，會變為巨大的骷髏。
雙熾死後，以歌留多為首失去自我的妖怪追隨犬神命，從此之後行蹤不明，之後因為不明原因丟了性命。
23年後（第二章）登場時為一名20歲的女性，短髮、巨乳。有完整的前世記憶，擔任卍里的SS。第三章堅決保護蜻蛉的遺體（實際上是蜻蛉假死隱瞞眾人），與鴉丸黑江對戰。
結局時已與渡狸成為戀人。從夏目看見的未來推測與渡狸結婚並生下犬神命轉世的孩子（或是兩人一起到犬神家探望轉世重生的犬神命）。
渡狸卍里（聲：江口拓也（日本），Greg Ayres（美国））
有豆狸的血統。和歌留多是青梅竹馬。喜歡歌留多。
1號室的入住者。生日10月10日。故事開始時為15歲。血型為O型。身高為165公分。時常說自己是不良少年。
在小時候就認識了雙熾，在過去經常被蜻蛉玩弄欺負。被蜻蛉當作狗溜過，還被取做「拉斯卡爾」。十分害怕蜻蛉。
返祖現象的模樣，是一隻十分嬌小可愛的狸貓。雖然擅長分身術與變身術，但戰鬥力十分低下。
在雙熾死後，為了尋找歌留多而行動，但被夏目強行阻止。但結果並未改變，仍因為不明原因丟了性命。
23年後（第二章）登場時為13歲的中學2年級生，成為所有人中年紀最小的存在。
沒有前世的記憶，且和本應為仇人的犬神命成為了朋友。第三章成功阻止犬神命再次殺害雙熾並使其被雙熾反殺，結束了百鬼夜行。在犬神命氣絕前拯救了他的心靈，承諾其轉世後兩人還會再見面。
跟夏目有很深的緣分，但是因為本人都沒有前世的記憶所以不知道。曾經在上輩子對因能力而體弱多病的夏目承諾要當上醫生，然後治好他的病。所以讓夏目決定要一直守護渡狸。
結局時已與歌留多成為戀人。從夏目看見的未來推測與歌留多結婚並生下犬神命轉世的孩子（或是兩人一起到犬神家探望轉世重生的犬神命）。
反之塚連勝（聲：細谷佳正（日本），David Wald（美国））
有一反木綿的血統。
3號室的入住者。生日6月14日。故事開始時為17歲。血型為O型。身高為180公分。
茶色頭髮，左邊臉部有刺青。家裡經營金融系相關的產業，常有很多外貌可怕的人出入。
和凜凜蝶是鄰居兼青梅竹馬的關係，知道不少凜凜蝶小時候的事情。
出現返祖現象時，是以一反木棉的典型模樣出現，看上去像是會飛的棉布。
和其他人不同，因為沒有被捲入百鬼夜行事件而活了下來。
23年後（第二章）登場時已經41歲了，看上去成熟了不少，多了點鬍子和皺紋。第三章為了不再如同第二章時的自己一樣後悔，堅持要盡己所能來保護野薔薇。
結局時為了回報第二章的自己，於漫畫第49話向野薔薇求婚。
雪小路野薔薇（聲：日笠陽子（日本），Shelley Calene-Black（美国））
有雪女的血統。
3號室的專屬SS。生日1月6日。故事開始時為21歲。血型為AB型。身高為168公分（穿高跟鞋）。
雙熾評其為「真是個坦率到無比清爽的人。」。
非常喜歡美少女，但討厭男生。口頭禪為“maniac！”。
是個美女，卻因喜歡美少女討厭男性的個性而被旁人覺得很可惜。
在雙熾死後開始調查有關百鬼夜行一事，但在深入調查時因為不明原因丟了性命。
23年後（第二章）以一個初中三年級學生的樣子出現，與過去的巨乳不同是個貧乳，並且為短髮。有完整的前世記憶。
第三章與百鬼夜行對戰時受重傷，但因第二章的自己「手握反之塚的幸福，所以絕對不能死」而支撐著活下來了。漫畫第49話反之塚向其求婚時並沒有完全拒絕。
青鬼院蜻蛉（聲：杉田智和（日本），David Matranga（美国））
有鬼的血統。
喜歡惡作劇也喜歡四處流浪，性格很古怪但也意外瀟灑的傢伙。時常以豬、家畜、奴隸……等，帶有著濃厚S氣味的說法來叫人。
2號室的入住者。生日4月13日。故事開始時為22歲。血型為B型。身高為183公分。白鬼院凜凜蝶的未婚夫，稱凜凜蝶為「未婚妻大人」。是御狐神雙熾上一任主人。
返祖現象的模樣，頭會長出角，耳朵變的細長，身穿和服，腳踏木屐，持大砍刀為武器。
回到妖館時經常會把歌留多裝扮成不同的模樣，諸如貓耳女僕、中國旗袍等，並會在歌留多的脖子繫上頸圈。非常寵歌留多，每次旅行回來都會帶吃的禮物給她。
在雙熾死後獨自一人行動，但結果並未改變，仍因為不明原因丟了性命。
23年後（第二章）登場時雖然和凜凜蝶、千野是同班同學，但實際上已經20歲了（留級四年），個子比過去矮了不少，為短髮。有完整的前世記憶。
第三章在得知來世的一切後花了半年尋找關於犬神命及「百鬼夜行」的消息，從而得知事情的真相。
在某處妖館附近與犬神命對戰後被發現遺體（即已死去），但其實是騙人的，實質上還活著，是為了引犬神命現身而讓其他返祖妖怪們替自己偽造死亡的假象。
結局時開導了失去思紋的黑江得到其追隨一同到處旅行，進而引起歌留多類似長期獨佔父親女兒的微妙佔有慾。
故事中可以看出他雖然經常搞不清楚狀況卻總在無意識時引導身邊的人到正確的路上(雖然單純亂來的情況更多)，包含凜凜蝶、殘夏等也都是受照顧的人。
夏目殘夏（聲：宮野真守（日本），Blake Shepard（美国））
有百目鬼的血統。因為「百目鬼」血統的關係，能看見過去未來、前生來世甚至是內衣的顏色，所有的東西都在其眼前若隱若現。
1號室的專屬SS。生日8月29日，故事開始時為22歲。血型為B型。身高為179公分。髮色為紅銅色。瞳孔顏色為銀色。
頭上帶著兔耳、右眼綁著裏測寫滿伏魔咒(能多少抑制百目的力量)的繃帶，看起來很不正經。雖然話很多、時常神出鬼沒，卻是個溫柔體貼、難以捉摸的青年。
由於自身的能力使得自己的身體一直處於虛弱的狀態，且有著短命的命運。
雙熾的舊友，因為跟蜻蛉是朋友的關係，因而認識了當時在蜻蛉身邊工作的雙熾。
在雙熾死後，因過度使用百目的力量來調查有關百鬼夜行一事而早早病死。
23年後（第二章）登場時把兔耳換成了高禮帽，繃帶改成眼罩，沒有綁馬尾。有完整的前世記憶。擔任蜻蛉的SS。
第三章因接觸到千年櫻傳回的信而得知未來將會面臨的事（初章後半段與完整第二章的內容），替大家解答後眾人一起提早防範未來百鬼夜行的發生。
結局時看見不久後的未來，包括雙熾與凜凜蝶結婚生子以及轉世重生的犬神命與渡狸重逢等等。大病初癒後與蜻蛉、黑江一同到處旅行。
小人村千野（聲：豐崎愛生（日本），Brittney Karbowski（美国））
有克魯波克魯的血統，第一章是館裡的女僕。巨乳。不知為何能看出貓月先生的心情。
23年後（第二章）成了妖館的住戶，由蛙江擔任她的SS，並成了凜凜蝶的好友。
天然呆到令人傻眼的地步，講話經常說到當事人的痛處但本身沒有惡意。
在結局時由女僕(?)們的閒聊中得知蛙江成了她的男友。
蛙江
有隱蛙的血統。在第二章中擔任千野的SS，男性，十分神秘，連千野本人幾乎都沒看過他的樣子。
在結局時由女僕(?)們的閒聊中得知其成了千野的男友。

### 妖館相關人員
童邊步夢（聲：水島大宙（日本），Illich Guardiola（美国））
有座敷童子的血統，男扮女裝。是館裡的女僕。是個有豐富學識的人。時常被小人村稱讚為「不愧是博學的人妖」。
貓月譽
有貓又的血統，看起來很兇，但心思細膩內向，被別人看到臉會不好意思。是館裡的管理員。
河住丈太郎（聲：村瀨克輝（日本），Rob Mungle（美国））
有河童的血統。是館裡的廚師。
似乎非常嚮往古早電影中某些酒保的孤傲與浪漫因而常常被兒子吐槽。當兒子為「轉世後的自己是否仍是他的父親」而苦惱時為其開導。
河住 小太郎（聲：津田美波（日本），Beth Lazarou（美国））
丈太郎的兒子。時常在自己父親不認真工作時敦促他以及吐槽自己的父親。為「轉世後的父親是否仍是自己的父親」而苦惱時得到父親的開導。
河住 花（聲：小倉唯（日本），Wendy Martin（美国））
動畫第十三話登場，小太郎的妹妹。
幸蛇優二朗（聲：增谷康紀（日本），Mark Laskowski（美国））
有八岐大蛇的血統。館裡的女僕（其實是個男的），是個非常不幸的人但個性異常開朗。

### 其他
青鬼院菖蒲（聲：篠原惠美（日本），Shannon Emerick（美国））
青鬼院蜻蛉的母親，皆成功將無論是前世還是轉世後的雙熾給救出御狐神家。
悟原思紋
妖館的創立人，返祖人的代表人物，返祖為能夠看人心的妖怪「覺」，擁有強大的能力能夠看透人的所有事情，因為在外面容易讀取別人心思造成資訊爆炸，因此通常都足不出戶。
初登場時是已屆高齡的老年女性，23年後（第二章）則以少女的姿態轉世，能力仍然一樣強大。
實際上為23年前百鬼夜行的幕後主使者。根據御狐神家主夫人以及蜻蛉所言，有不少死去的返祖妖怪們被送到思紋家中後，思紋除了會記錄此返祖妖怪的資料以外，還會「窺視」此返祖妖怪的一生當成故事來品味。
這是由於思紋因為無法外出的關係，變得相當渴望自由以及想要知道外界的生活，而思紋也在記錄的過程中喜歡上了「看」其他返祖妖怪的一生 。因為思紋的變態欲望，而導致有不少返祖妖怪以離奇的原因死去（被犬神命所殺後奉獻給思紋），好讓思紋能欣賞此返祖妖怪的「故事」。
年輕時與犬神命初次相遇，兩人許下了若這一世的她離世，犬神命就利用千年櫻回到過去與同一世的她再次重逢的約定。年老壽命將近時指使其為自己發起百鬼夜行。
第二章尾聲時從跟命的談話可以得知轉世後的她不願犬神命再為她進行百鬼夜行。
第三章在自己即將不久於人世前配合犬神命試圖掐死凜凜蝶好讀取她的故事，被雙熾阻止。48話時透過讀取已經死亡的命的記憶，終於知曉了命對她的感情與兩人最初的相遇後淚流滿面，隨即離世。
犬神命
在第一章中引發百鬼夜行的主使者，實力和外表不一樣十分強大。
和其他返祖現象的人一樣家境富裕，但無法忍受被家族囚禁而強行逃離，也不願住進妖館而獨自一人生活。23年後（第二章）一時興起留在思紋死後的世界因而和渡狸成為朋友，曾透露拿手的料理是「和食」，家事之類的也很拿手，但是不擅長洗碗。
雖說是朋友但態度上把渡狸當小弟使喚，不過從在時間回溯時抱持著雖然沒有意義卻寫了信給渡狸這點來看他本身其實很重視這份友情。
與年輕時的思紋相遇後便深愛著這一世的思紋，也成為他不斷用千年櫻回到過去發起百鬼夜行的因素。
第三章被蜻蛉製造的死亡假象誘騙現身，暴露了其與思紋合謀發起百鬼夜行的的證據。
46話時因渡狸的話遲疑所以死於雙熾之手，氣絕前被渡狸拯救了心靈，承諾了轉世後兩人還會再見面。死後記憶被思紋讀取才讓她明白自己對她的感情與兩人最初的相遇。
47話的回憶中透露他過去曾是黑髮，因為千年櫻的能力才變為白髮且長生不老(身體時間停滯，但是被殺還是會死)。
結局時依照夏目的推測轉世成渡狸跟歌留多的孩子（或是在犬神家轉世重生後被渡狸跟歌留多前往探望）。
鴉丸黑江
思紋身邊的女僕。有鴉天狗的血統。是個戰鬥狂。第一章的髮型是短髮。在23年後（第二章）登場時為雙馬尾。
即使沒有刻意使用能力後腰側也依然有烏鴉的翅膀可以飛行。
實力強悍。在第二章中被犬神命所控制並且身負重傷，但是卻依舊能將凜凜蝶單方面的壓倒，最後被及時出現的雙熾給打倒。但之後卻突擊，重傷了為了保護双熾的凜凜蝶。
第三章與蜻蛉對戰時被他雖然不強但屢敗屢戰堅不屈服的英姿所吸引，在結局時受到蜻蛉開導而跟隨他到處旅行，對他抱有好感，把頭髮留長了。

## 出版書籍
| 卷數 | 史克威爾艾尼克斯 | 史克威爾艾尼克斯       | 東立出版社    | 東立出版社             |
| 卷數 | 發售日期         | ISBN                   | 發售日期      | ISBN                   |
| ---- | ---------------- | ---------------------- | ------------- | ---------------------- |
| 1    | 2010年4月22日    | ISBN 978-4-7575-2851-2 | 2012年1月2日  | ISBN 978-986-10-8722-1 |
| 2    | 2010年4月22日    | ISBN 978-4-7575-2852-9 | 2012年1月31日 | ISBN 978-986-10-8723-8 |
| 3    | 2010年7月22日    | ISBN 978-4-7575-2940-3 | 2012年2月23日 | ISBN 978-986-10-8724-5 |
| 4    | 2011年2月22日    | ISBN 978-4-7575-3146-8 | 2012年3月26日 | ISBN 978-986-10-8725-2 |
| 5    | 2011年7月22日    | ISBN 978-4-7575-3290-8 | 2012年4月27日 | ISBN 978-986-10-8726-9 |
| 6    | 2011年12月22日   | ISBN 978-4-7575-3448-3 | 2012年5月24日 | ISBN 978-986-10-9231-7 |
| 7    | 2012年6月22日    | ISBN 978-4-7575-3630-2 | 2012年8月10日 | ISBN 978-986-317-351-9 |
| 8    | 2012年11月22日   | ISBN 978-4-7575-3794-1 | 2013年1月11日 | ISBN 978-986-324-380-9 |
| 9    | 2013年5月22日    | ISBN 978-4-7575-3970-9 | 2013年7月15日 | ISBN 978-986-322-580-2 |
| 10   | 2013年10月22日   | ISBN 978-4-7575-4092-7 | 2013年12月6日 | ISBN 978-986-337-645-3 |
| 11   | 2014年7月22日    | ISBN 978-4-7575-4359-1 | 2014年9月24日 | ISBN 978-986-365-719-4 |

官方導讀手冊
| 卷數 | 史克威爾艾尼克斯 | 史克威爾艾尼克斯       | 東立出版社   | 東立出版社             |
| 卷數 | 發售日期         | ISBN                   | 發售日期     | ISBN                   |
| ---- | ---------------- | ---------------------- | ------------ | ---------------------- |
| 0    | 2012年3月22日    | ISBN 978-4-7575-3500-8 | 2013年1月2日 | ISBN 978-986-324-424-0 |

## 電視動畫
2012年1月起，MBS開始播放。

### 製作人員
- 原作：藤原可可亞（月刊『GANGAN JOKER』史克威爾艾尼克斯 刊）[12]
- 監督：津田尚克
- 系列構成、劇本：根元歲三
- 劇情、設定監修：佐藤卓哉
- 人物設定、總作畫監督：飯塚晴子
- 道具設計：岩畑剛一
- 妖怪設定：中原禮
- 美術監督：鈴木武志
- 美術設定：
- 色彩設計：村田惠里子
- 攝影監督：增元由紀大
- 編輯：廣瀨清志
- 音響監督：飯田樹
- 音樂：中川幸太郎
- 製作人：齋藤俊輔、古川慎、梶田浩司、木村康貴、前田俊博
- 動畫製作：david production
- 製作：「妖狐×僕SS」製作委員會（Aniplex、電通、david production、史克威爾艾尼克斯、Movic）、MBS

### 主題曲
片頭曲

作詞、作曲：，編曲：、田中義人，歌：MUCC
片尾曲
「Photograph」（第2話、第9話）
作詞：藤原可可亞，作曲：CHI-MEY，編曲：大久保友裕、CHI-MEY，歌：御狐神雙熾（中村悠一）
（第3話、第8話）　
作詞：藤原可可亞，作曲：CHI-MEY，編曲：大久保友裕、CHI-MEY，歌：白鬼院凜凜蝶（日高里菜）
「one way」（第4話）　
作詞：藤原可可亞，作曲：CHI-MEY，編曲：大久保友裕、CHI-MEY，歌：渡狸卍里（江口拓也）、夏目殘夏（宮野真守）
「SM」（第5話、第10話）
作詞：takumi，作曲：CHI-MEY，編曲：大久保友裕、CHI-MEY，歌：青鬼院蜻蛉（杉田智和）
「sweets parade」（第6話）
作詞：uRy，作曲：CHI-MEY，編曲：大久保友裕、CHI-MEY，歌：髏髏宮加留多（花澤香菜）
（第7話）
作詞：uRy，作曲：CHI-MEY，編曲：大久保友裕、CHI-MEY，歌：反之塚連勝（細谷佳正）、雪小路野薔薇（日笠陽子）
劇中曲「COMME AU PREMIER JOUR」（第11話、第12話）
by Andre Gagnon

### 各話標題
| 話數   | 日文標題 | 中文標題       | 分鏡              | 演出              | 作畫監督                                   | 總作畫監督                |
| ------ | -------- | -------------- | ----------------- | ----------------- | ------------------------------------------ | ------------------------- |
| 第1話  |          | 忠犬與我       | 平井義通 津田尚克 | 平井義通          | 蘇武裕子 西澤千惠                          | 飯塚晴子                  |
| 第2話  |          | 害怕寂寞的忠犬 | 加藤敏幸          | 黑崎武            | 吉井弘幸 小林亮                            | 飯塚晴子                  |
| 第3話  |          | 真正的契約     | 黑柳利允          | 黑柳利允          | 清丸悟 岡崎洋美                            | 飯塚晴子                  |
| 第4話  |          | 妖館步行拉力賽 | 津田尚克          | 向井雅浩          | 小林亮 森幸子                              | 飯塚晴子                  |
| 第5話  |          | 春之蜻蛉       | 加藤敏幸          | 大嶋博之          | 鎌田均 加藤万由子                          | 飯塚晴子                  |
| 第6話  |          | 與其思考       | 森田宏幸          | 鈴木健一          | 蘇武裕子、濱津武宏 小林亮、森幸子          | 飯塚晴子                  |
| 第7話  |          | 兩人的夜晚     | 黑崎武            | 黑崎武            | 西澤千惠、橘本英樹 橫山謙次、小林亮        | 飯塚晴子                  |
| 第8話  |          | 茶與距離       | 吉田泰三          | 吉田隆彥          | 清丸悟、岡崎洋美 宮下雄次、小林亮 蘇武裕子 | 清丸悟                    |
| 第9話  |          | 約定之日       | 望月智充          | 羽原久美子        | 小谷杏子、岩岡優子 牧内桃子、中屋了        | 飯塚晴子 清丸悟           |
| 第10話 |          | 背叛的妖狐     | 大脊戶聰          | 大脊戶聰          | 小林亮、森幸子                             | 飯塚晴子 清丸悟           |
| 第11話 |          | 海市蜃樓       | 吉田泰三          | 向井雅浩          | 河野真貴、谷川政輝 蘇武裕子                | 飯塚晴子 清丸悟           |
| 第12話 |          | 兩人獨處的日子 | 津田尚克          | 津田尚克          | 横山謙次、西澤千惠 小林亮                  | 飯塚晴子 清丸悟           |
| 第13話 |          | 御狐神的變化   | 藤原可可亞        | 吉田泰三 黑柳利允 | 江副仁美                                   | 西澤千惠、蘇武裕子 清丸悟 |
| 第13話 | 開關     |                | 藤原可可亞        | 吉田泰三 黑柳利允 | 江副仁美                                   | 西澤千惠、蘇武裕子 清丸悟 |
| 第13話 | 扮家家酒 |                | 藤原可可亞        | 吉田泰三 黑柳利允 | 江副仁美                                   | 西澤千惠、蘇武裕子 清丸悟 |

### 播放電視台
日本深夜動畫：下文記載的日本国内播放時間使用日本標準時間（UTC+9）表示。因為部分時間标识會採用30小时制，因此請留意这类超过24:00的时间，其實際播放時間為翌日清晨。
| 播放地區   | 播放電視台   | 播放日期               | 播放時間（UTC+9）          | 備註                                   |
| 第1-12話   | 第1-12話     | 第1-12話               | 第1-12話                   | 第1-12話                               |
| ---------- | ------------ | ---------------------- | -------------------------- | -------------------------------------- |
| 近畿廣域圈 | 每日放送     | 2012年1月12日－3月29日 | 星期四 26時00分－26時30分  | 制作局 每日放送星期四深夜動畫節目第2部 |
| 關東廣域圈 | TBS電視台    | 2012年1月13日－3月30日 | 星期五 26時25分－26時55分  |                                        |
| 福岡縣     | RKB每日放送  | 2012年1月17日－4月3日  | 星期二 26時25分－26時55分  |                                        |
| 中京廣域圈 | 中部日本放送 | 2012年1月19日－4月5日  | 星期四 27時05分－27時35分  | CBC深夜動畫                            |
| 日本全國   | BS-TBS       | 2012年1月21日－4月7日  | 星期六 24時30分 - 25時00分 |                                        |
| 特別篇     |              |                        |                            |                                        |
| 近畿廣域圈 | 每日放送     | 2013年4月4日           | 星期四 25時35分－26時05分  | 制作局 Animeism第1部                   |
| 關東廣域圈 | TBS電視台    | 2013年4月5日           | 星期五 25時55分－25時55分  |                                        |
| 日本全國   | BS-TBS       | 2013年4月6日           | 星期六 24時00分－24時30分  |                                        |
| 中京廣域圈 | 中部日本放送 | 2013年4月10日          | 星期三 27時13分－27時43分  | CBC深夜動畫                            |

| 每日放送 每日放送星期四深夜動畫節目第2部星期四26:00-26:30節目 | 每日放送 每日放送星期四深夜動畫節目第2部星期四26:00-26:30節目 | 每日放送 每日放送星期四深夜動畫節目第2部星期四26:00-26:30節目 |
| ------------------------------------------------------------- | ------------------------------------------------------------- | ------------------------------------------------------------- |
|                                                               | 妖狐×僕SS                                                     |                                                               |
| 迴轉企鵝罐                                                    | 交響詩篇AO Animeism第1部夏色奇蹟 Animeism第2部                |                                                               |
| 每日放送 Animeism第1部（B1）星期四25:35-26:05節目             |                                                               |                                                               |
| Vividred Operation                                            | 妖狐×僕SS 特別篇                                              | 革命機Valvrave                                                |

## 網路電台
- 標題 - 『電台・Do・章樫』
- 發布網站 - アニメイトTV
- 發布日期 - 2012年2月24日 - 2012年5月31日（月2回、不定期更新）
- 角色 - 日高里菜&中村悠一、細谷佳正&日笠陽子、杉田智和&花澤香菜、江口拓也&宮野真守（4組的轉換）
  - 第0回 - 日高里菜（白鬼院凜凜蝶 役）（2012年1月11日於『いぬぼく電台（暫）』的主題配信）
  - 第1回 - 日高里菜（白鬼院凜凜蝶 役） & 中村悠一（御狐神双熾 役）
  - 第2回 - 細谷佳正（反之塚連勝 役） & 日笠陽子（雪小路野薔薇 役）
  - 第3回 - 杉田智和（青鬼院蜻蛉 役）& 花澤香菜（髏髏宮歌留多 役）
  - 第4回 - 江口拓也（渡狸卍里 役） & 宮野真守（夏目殘夏 役）
  - 第5回（最終回） - 日高里菜（白鬼院凜凜蝶 役） & 中村悠一（御狐神双熾 役）

## 外部連結
- 妖狐×僕SS - 連載作品 - GANGAN JOKER -SQUARE ENIX-（页面存档备份，存于） （日語）
- 電視動畫官方網站（页面存档备份，存于） （日語）
- 妖狐×僕SS的X（前Twitter） （日語）